# Happy Sugar Life
Happy Sugar Life (jap. ハッピーシュガーライフ Happī shugā raifu) – manga autorstwa Tomiyakiego Kagisory, publikowana na łamach magazynu „Gekkan Gangan Joker” wydawnictwa Square Enix od maja 2015 do czerwca 2019 roku. Na podstawie mangi studio Ezόla wyprodukowało anime, którego emisja trwała od lipca do września 2019.

## Fabuła
Seria opowiada o licealistce Satō Matsuzace, która zaprzyjaźnia się z tajemniczą dziewczynką o imieniu Shio i natychmiast bardzo się do niej przywiązuje. Po znalezieniu Shio, która została porzucona przez matkę, obie postanawiają zamieszkać razem w mieszkaniu Satō, która przysięga chronić ich miłość, nawet jeśli oznacza to popełnianie przestępstw, a nawet zabijanie ludzi.

## Bohaterowie
- Satō Matsuzaka (jap. 松坂 さとう Matsuzaka Satō)

Seiyū: Kana Hanazawa 
Nastoletnia dziewczyna, która zakochała się w Shio i trzyma ją w swoim mieszkaniu. Zanim poznała Shio, Satō miała reputację osoby, dogadującej się ze wszystkimi, choć nie odczuwała żadnych emocji. W miejscach publicznych jest postrzegana jako przyjazna i uprzejma, jednakże jest to tylko maska. Jest uczennicą pierwszej klasy w liceum Makiko i pracuje jako kelnerka w kawiarence z pokojówkami o nazwie Cure á Cute, aby utrzymać siebie i Shio.
- Shio Kōbe (jap. 神戸 しお Kōbe Shio)

Seiyū: Misaki Kuno 
Niewinna mała dziewczynka, która mieszka w mieszkaniu Satō. Bardzo zależy jej na Satō, ale często nie wie, w co jest zaangażowana, aż do późniejszych odcinków, ponieważ Satō nie pozwala jej wychodzić z mieszkania; później okazuje się, że jest młodszą siostrą Asahiego. W ostatnim odcinku anime doznała niewielkich obrażeń i trafiła do szpitala po tym, jak przytuliła Satō i zepchnęła ich oboje z dachu apartamentowca. Po śmierci Satō (która zginęła w wyniku upadku), Shio zachowuje jej obrączkę i wstążkę do włosów na pamiątkę, twierdzi też, że odrodziła się jako Satō, ku przerażeniu Asahiego, i wierzy, że Satō odrodzi się w przyszłości.
- Asahi Kōbe (jap. 神戸 あさひ Kōbe Asahi)

Seiyū: Yumiri Hanamori 
Chłopiec, który szuka miejsca pobytu Shio. Później okazuje się, że jest on jej starszym bratem; sugeruje się, że żywił romantyczne uczucia do Shōko po tym, jak ta skradła mu pierwszy pocałunek, a następnie przeżywa traumę i jest zdruzgotany, gdy znajduje zwłoki Shōko w pożarze. W ostatnim odcinku widzimy, jak odwiedza swoją siostrę Shio w szpitalu z bukietem kwiatów.
- Taiyō Mitsuboshi (jap. 三星 太陽 Mitsuboshi Taiyō)

Seiyū: Natsuki Hanae 
Chłopak z liceum, który pracuje razem z Satō w rodzinnej restauracji. Przetrzymywany i gwałcony przez swoją byłą szefową, zaczyna bać się starszych kobiet. Gdy po raz pierwszy widzi ulotkę o zaginięciu Shio, znajduje pocieszenie w jej niewinności i zaczyna mieć na jej punkcie obsesję. W ostatnim odcinku załamuje się emocjonalnie z powodu gwałtu dokonanego na nim przez ciotkę Satō, a jego przekonanie, że Shio zginęła w pożarze, sugeruje, że na stałe pozostał samotnikiem.
- Shōko Hida (jap. 飛騨 しょうこ Hida Shōko)

Seiyū: Aya Suzaki 
Najlepsza przyjaciółka i współpracowniczka Satō, pochodząca z bogatej rodziny. Zostaje zabita przez Satō po odkryciu jej sekretnego związku z Shio. Jej ciało zostaje ostatecznie spalone w ostatnim odcinku, choć policji udaje się ją zidentyfikować i w rezultacie aresztować ciotkę Satō.
- Daichi Kitaumekawa (jap. 北埋川 大地 Kitaumekawa Daichi)

Seiyū: Kaito Ishikawa 
Nauczyciel Satō w szkole średniej. Pod jego przystojnym wyglądem i przyjazną osobowością kryje się zboczeniec o skłonnościach sadomasochistycznych, który ma obsesję na punkcie Satō (co sugeruje, że się w niej podkochuje). Zagrożony ujawnieniem tego faktu rodzinie, zostaje zmuszony do pozbycia się pewnych dowodów dla Satō. W ostatnim odcinku zostaje zatrzymany przez policję, która przesłuchuje go w związku z popełnionymi przez niego zbrodniami.
- Ciotka Satō

Seiyū: Kikuko Inoue 
Nieznana z imienia i nazwiska krewna Satō, która przejęła nad nią pełną opiekę po śmierci jej rodziców wiele lat temu. Sądzono, że mogła zostać zabita przez własną siostrzenicę, ponieważ była pokazywana głównie w retrospekcjach, gdy Satō była dzieckiem. Okazało się jednak, że żyje, aczkolwiek kilka części jej ciała pokrywają bandaże. Pomimo radosnej i pogodnej natury, jest niestabilna psychicznie i głęboko szalona, a wszelkie formy pożądania wobec niej przyjmuje z niepokojącą, masochistyczną przyjemnością. Jej głęboko wypaczone poglądy na temat miłości są uważane za odpowiedzialne za skłonienie Satō do myślenia w podobny sposób i uczynienie z niej obłąkanej psychopatki, którą jest dzisiaj. Mieszka w tym samym apartamentowcu, co jej siostrzenica, ale na innym piętrze. W ostatnim odcinku zostaje aresztowana za podpalenie i morderstwo pierwszego stopnia wobec Satō i Shōko (mimo że za śmierć Shōko była odpowiedzialna Satō).
- Sumire Miyazaki (jap. 宮崎 スミレ Miyazaki Sumire)

Seiyū: Larissa Tago Takeda 
Sąsiadka i współpracowniczka Satō, która zwraca się do niej per „senpai” i podkochuje się w niej. Podobnie jak Satō, Shōko i Taiyo, uczęszcza ona do innej szkoły.
- Yūna Kōbe (jap. 神戸 ゆうな Kōbe Yūna)

Seiyū: Yūko Gotō 
Matka Asahiego i Shio. Pierwotnie życzliwa kobieta, została zmuszona do poślubienia mężczyzny, którego nie kochała, po tym jak została zgwałcona, a następnie zaszła w ciążę z dwójką swoich dzieci, gdy była w liceum; pojawia się w retrospekcjach swoich dzieci i w jej historii. Sugeruje się, że cierpiała na zaburzenia osobowości typu borderline, głównie z powodu przemocy domowej, której doświadczała ze strony męża, który później zmarł na skutek zatrucia alkoholem, ale pod koniec serialu dowiadujemy się, że to ona otruła męża. W ostatnim odcinku widać ją stojącą przed szpitalem, w którym leczona jest jej córka, Shio.

## Manga
Pierwszy rozdział mangi został opublikowany 22 maja 2015 w magazynie „Gekkan Gangan Joker”. Następnie wydawnictwo Square Enix rozpoczęło zbieranie rozdziałów do wydań w formacie tankōbon, których pierwszy tom ukazał się 22 października tego samego roku. Ostatni rozdział mangi ukazał się 22 czerwca 2019.
| Nr | Data wydania (język japoński) | ISBN (język japoński)  |
| -- | ----------------------------- | ---------------------- |
| 1  | 22 października 2015          | ISBN 978-4-7575-4769-8 |
| 2  | 22 grudnia 2015               | ISBN 978-4-7575-4839-8 |
| 3  | 21 maja 2016                  | ISBN 978-4-7575-4986-9 |
| 4  | 22 listopada 2016             | ISBN 978-4-7575-5158-9 |
| 5  | 22 maja 2017                  | ISBN 978-4-7575-5350-7 |
| 6  | 22 sierpnia 2017              | ISBN 978-4-7575-5452-8 |
| 7  | 22 marca 2018                 | ISBN 978-4-7575-5580-8 |
| 8  | 22 czerwca 2018               | ISBN 978-4-7575-5755-0 |
| 9  | 22 lipca 2019                 | ISBN 978-4-7575-6190-8 |
| 10 | 22 lipca 2019                 | ISBN 978-4-7575-6191-5 |
| 11 | 22 czerwca 2022               | ISBN 978-4-7575-7971-2 |

## Anime
Serial wyreżyserowali Keizō Kusakawa i Nobuyoshi Nagayama, scenariusz napisała Touko Machida, a animacją zajęło się studio Ezόla. Projekty postaci przygotowała Shōko Yasuda.
Youko Matsubara była autorką tonacji kolorystycznej serialu, a Kiyotaka Yachi zaprojektował tła. Yasuyuki Itou pełnił funkcję operatora zdjęć, Yayoi Tateishi był reżyserem dźwięku, a montażem serii zajął się Yuuji Oka. Muzykę do serialu skomponował Koichiro Kameyama. Motyw przewodni, zatytułowany „One Room Sugar Life” (jap. ワンルームシュガーライフ Wan rūmu shugā raifu), został wykonany przez Akari Nanawo, a motyw końcowy, „Sweet Hurt”, wykonała Reona.
12-odcinkowa seria anime była emitowana w Japonii od 14 lipca do 29 września 2018 na antenach MBS, TBS, BS-TBS i AT-X w paśmie Animeism. Serial był transmitowany na całym świecie wyłącznie na Amazon Video.